# De zee die denkt
De zee die denkt è un film del 2000 diretto da Gert de Graaff.